# عبد الهادي التازي
عبد الهادي التازي (15 يونيو 1921 – 2 أبريل 2015) سياسي وكاتب ومؤرخ مغربي. عضو بأكاديمية المملكة المغربية وعضو بمجمع اللغة العربية بالقاهرة.

## مسيرته
ولد عبد الهادي التازي في 15 يونيو 1921 بمدينة تازة، تعلم القرآن وحفظه في الكتاب في سن التاسعة، وبعد ذلك قرر التوجه إلى المدرسة ومن ثم الجامعة التي حاز فيها على اجازة من جامعة القرويين سنة 1947م، ومن ثم جامعة محمد الخامس وحصل على دبلوم الدراسات العليا. في سنة 1972 حصل على دكتوراه الدولة من جامعة الإسكندرية حيث كان موضوع الأطروحة جامعة القرويين.
تقلد عدة مناصب، فكان سفيرا للمغرب بالعراق ثم سفيرا للمغرب بليبيا، ثم مديرا للمعهد الجامعي للبحث العلمي. له نشاط كثير في التاليف والكتابة. من كتبه جامع القرويين: المسجد والجامعة بمدينة فاس - موسوعة لتاريخها المعماري والفكري الذي نال جائزة المغرب للكتاب سنة 1973.

### الوفاة
توفي عبد الهادي التازي مساء الخميس 2 أبريل 2015 بالرباط عن سن تناهز 94 سنة.

## من أعماله
- تفسير سورة النور
- آداب لامية العرب
- أعراس فاس
- جولة في تاريخ المغرب الدبلوماسي
- تاريخ العلاقات المغربية الأمريكية. (حول العلاقات الأمريكية المغربية)
- جامع القرويين المسجد والجامعة بمدينة فاس - موسوعة لتاريخها المعماري والفكري
- ليبيا من خلال رحلة الوزير الإسحاقي
- قصر البديع بمراكش من عجائب الدنيا
- في ظلال العقيدة
- صقلية في مذكرات السفير ابن عثمان
- التعليم في الدول العربية
- رسائل مخزنية
- العلاقات المغربية الإيرانية
- القنص بالصقر بين المشرق والمغرب
- أوقاف المغاربة في القدس
- دفاعا عن الوحدة الترابية
- الرموز السرية في المراسلات المغربية عبر التاريخ
- إيران بين الأمس واليوم
- الموجز في تاريخ العلاقات الدولية للمملكة المغربية
- التاريخ الدبلوماسي للمغرب
- الكويت قبل ربع قرن
- الإمام إدريس مؤسس الدولة المغربية
- المرأة في تاريخ الغرب الإسلامي
- ابن ماجد والبرتغال
- رحلتي الأولى إلى فرنسا

كما لعبد الهادي التازي أعمال التحقيق التالية:
- تاريخ اليمن بالإمامة: لابن صاحب الصلاة
- النصوص الظاهرة في إجلاء اليهود الفاجرة: لابن أبي الرجال
- الفريد في تقييد الشريد: لأبي القاسم الفجيجي
- تحقيق كتاب ابن بطوطة تحفة النظار في غرائب الأمصار وعجائب الأسفار

## ترجماته
- حقائق عن الشمال الإفريقي/ الجنرال دولاتور
- ساعات من القرن الرابع عشر في فاس/ ديريكح. دي صولا برايس
- لو أبصرت ثلاثة أيام/ للكاتبة الأمريكية كيلير هيلين أدامس
- الحماية الفرنسية، بدؤها، نهايتها/ مجموعة من الدبلوماسيين والساسة